# Mushfiqur Rahim
Mushfiqur Rahim (* 9. Mai 1987 in Bogra, Bangladesch) ist ein bangladeschischer Cricketspieler, der seit 2005 für die bangladeschische Nationalmannschaft spielt.

## Kindheit und Ausbildung
Rahim war Kapitän der bangladeschischen Vertretung bei der ICC U19-Cricket-Weltmeisterschaft 2006. Er besuchte das College BKSP und begann dann sein Studium im Jahr 2007. Im Jahr 2012 erhielt er einen Master in Geschichte der Jahangirnagar University.

## Aktive Karriere

### Anfänge in der Nationalmannschaft
Rahim hatte im Jahr 2004 gute Leistungen bei der Jugend-Tour nach England gezeigt und auch bei der Tour der A-Mannschaft nach Simbabwe zu Beginn des Jahres konnte er überzeugen. Er wurde dann erstmals, als er 16 Jahre alt war, bei der Tour in England im Sommer 2005 ins Nationalteam berufen und gab dabei sein Test-Debüt in Lord’s. Sein Debüt im ODI-Cricket folgte ein Jahr später in Simbabwe und sein Twenty20-Debüt gegen Simbabwe ein paar Monate später. Sein erstes internationales Fifty gelang ihm im Februar 2007 in der ODI-Serie in Simbabwe. Daraufhin wurde er für den Cricket World Cup 2007 nominiert, bei dem er gegen Indien ein Half-Century über 56* Runs erreichte und so einen wichtigen Anteil am Sieg hatte. Sein erstes Test-Fifty gelang ihm im Juli 2007, als er 80 Runs in Sri Lanka erzielte. Beim darauffolgenden ICC World Twenty20 2007 konnte er nicht herausstechen. Beim Asia Cup 2008 war seine beste Leistung 44 Runs gegen Sri Lanka. In der Saison 2008/09 gelangen ihm jeweils ein Fifty in den Test-Serien gegen Neuseeland (79 Runs), in Südafrika (65 Runs) und gegen Sri Lanka (61 Runs). Er spielte beim ICC World Twenty20 2009 stach jedoch nicht heraus. Bei den Touren in Simbabwe im August und gegen Simbabwe im Oktober 2009 erreichte er dann jeweils wieder ein Fifty in den ODIs.
Im Januar 2010 konnte er dann in der Test-Serie gegen Indien sein erstes Century über 101 Runs aus 114 Bällen erreichen. Daraufhin reiste er mit dem Team nach Neuseeland, wo ihm ein Fifty über 86 in den ODIs gelang. Gegen England, die im März nach Bangladesch kamen, folgte dann ein Half-Century in der ODI-Serie (76 Runs), sowie zwei weitere (79 und 95 Runs) im ersten Test der Tour. Beim im Mai stattfindenden ICC World Twenty20 2016 war seine beste Leistung 24 Runs gegen Australien. In der Vorbereitung für die kommende Weltmeisterschaft erreichte er in der ODI-Serie gegen Simbabwe im Dezember 2010 erzielte er ebenfalls ein Fifty (63 Runs). Beim dann teilweise in Bangladesch ausgetragenen Cricket World Cup 2011 war seine beste Leistung dann 36 Runs gegen Irland. Nach der Weltmeisterschaft konnte er dann in den ODIs gegen Australien 81* Runs erreichen. Im Sommer 2011 konnte er bei einer ODI-Serie in Simbabwe nach einem Fifty über 59 Runs ein Century über 101 Runs aus 100 Bällen erreichen. Für letzteres wurde er als Spieler des Spiels ausgezeichnet.

### Ernennung als Kapitän
Die Saison 2011/12 wurde er als Kapitän ernannt und begann sie mit einer Tour gegen die West Indies, bei dem er zwei Fifties in den Tests (68 und 69 Runs) und eines in den ODIs erreichte. Gegen Pakistan folgte dann ein weiteres Fifties in den Tests (53 Runs). Beim ICC World Twenty20 2012 im September konnte er dann unter anderem 25 Runs gegen Pakistan. Bei der darauf folgenden ODI-Serie gegen die West Indies gelang ihm dann ein Fifty über 79 Runs. Im März reiste er dann mit dem Team nach Sri Lanka für eine Test-Serie und konnte dabei ein Double-Century über 200 Runs aus 321 Bällen im ersten Test erreichen, wofür er als Spieler des Spiels. Kurz darauf folgten dann in Simbabwe zwei Fifties (60 und 93 Runs) im zweiten Test der Serie, wofür er ebenfalls ausgezeichnet wurde. Da die ODI-Serie jedoch verloren wurde, trat er daraufhin als Kapitän zurück. Jedoch sah der Verband dies als eine emotionale Überreaktion an und führte eine Untersuchung durch. An dessen Ende wurde er nach einer Entschuldigung wieder als Kapitän eingesetzt. Im Oktober kam Neuseeland für eine Tour nach Bangladesch. Dabei konnte er dann in allen drei Serien ein Fifty erzielen (67 Runs im ersten Test, 90 im ersten ODI und 50 im Twenty20). Im neuen Jahr folgte eine Tour gegen Sri Lanka, wobei er ein Fifty im ersten Test (61 Runs) und ein weiteres im zweiten ODI (79 Runs) erreichte.
Daraufhin folgte der Asia Cup 2014. Dabei gelang ihm im ersten Spiel gegen Indien ein Century über 117 Runs aus 113 Bällen, was jedoch nicht zum Sieg reichte. Gegen Pakistan erzielte er dann ein Fifty über 51 Runs, aber auch dort verblieb es bei einer Niederlage und Bangladesch gelang es nicht unter seiner Führung ein Spiel bei dem Turnier zu gewinnen. Dem folgte der ICC World Twenty20 2014, wobei er mit dem Team die Vorrunde überstand. Seine beste Leistung folgte dann in der Super-10-Runde mit 47 Runs gegen Australien, doch konnte er mit dem Team dort kein Spiel gewinnen. Im Sommer 2014 erreichte er in der ODI-Serie gegen Indien ein Fifty über 59 Runs. In den West indies folgte dann ein weiteres Fifty über 72 Runs in den ODIs, bevor er ein Century über 116 Runs aus 243 Bällen im ersten Test erreichte. Nach der Tour wurde Mashrafe Mortaza als ODI-Kapitän ernannt, Rahim behielt jedoch die Test-Kapitäns-Rolle. Im Oktober folgte eine Tour gegen Simbabwe, wobei er ein Fifty über 64 Runs in den Tests und zwei weitere (65 und 77 Runs) in den ODIs erreichte. Im Februar war er dann Teil des Teams beim Cricket World Cup 2015. Im ersten Spiel gegen Afghanistan erreichte er ein Fifty über 71 Runs und wurde als Spieler des Spiels ausgezeichnet. Zwei weitere Fifties konnte er dann gegen Schottland mit 60 und gegen England mit 89 Runs erreichen.

### Wichtiger Batter des Teams
Nach der Weltmeisterschaft folgte eine ODI-Serie gegen Pakistan, bei dem er ein Century über 106 Runs aus 77 Bällen und ein weiteres Fifty (65 Runs). Damit hatte er einen wichtigen Anteil am ersten Serien-Gewinn gegen Pakistan. Im Juli folgte dann eine Test-Serie gegen Südafrika, bei dem ihm ein Fifty (65 Runs) gelang, bevor das Spiel noch im ersten innings abgebrochen werden musste. Zu Beginn der Saison 2015/16 gelang ihm ein Century über 107 Runs aus 109 Bällen im ersten ODI gegen Simbabwe und wurde als Spieler des Spiels ausgezeichnet. Beim Asia Cup 2016 konnte er nicht überzeugen, als beste Leistung gelangen ihm lediglich 16* Runs gegen Indien. Dies galt auch für den ICC World Twenty20 2016, als er in seinem besten Spiel 18 Runs gegen Pakistan erzielte. Als im Oktober 2016 England nach Bangladesch kam, konnte er ein Fifty über 67* Runs in den ODIs erreichen. Im zweiten Teil der Saison 2016/17 konnte er dann im Test-Cricket herausragen. Zunächst gelang ihm ein Century über 159 Runs aus 260 Bällen in Neuseeland. Jedoch wurde er bei dem Spiel am Kopf getroffen und verletzte sich an der Hand, so dass er den zweiten Test der Serie aussetzen musste. Dem schloss sich ein weiteres Century über 127 Runs aus 262 Bällen in Indien an. In der folgenden Test-Serie in Sri Lanka drohte er seinen Platz als Wicket-Keeper im Team an Litton Das zu verlieren, der sich jedoch verletzte. Daraufhin gelangen ihm dann zwei Fifties (85 und 52 Runs) in der Serie. Zu Beginn des Sommers 2017 erreichte er bei einem Drei-Nationen Turnier in Irland gegen Neuseeland 55 Runs. Bei der darauf folgenden ICC Champions Trophy 2017 gelang ihm zunächst ein Fifty über 79 Runs gegen den Gastgeber England, bevor er ein weiteres Fifty über 61 Runs im Halbfinale gegen Indien erreichte. Die Saison schloss er mit einem Fifty über 68 Runs in der Test-Serie gegen Australien ab.
Zu Beginn der Saison 2017/18 erreichte er in der ODI-Serie in Südafrika zunächst ein Century über 110* Runs aus 116 Bällen, bevor ihm ein weiteres Fifty (60 Runs) gelang. Kurz darauf verlor er die Rolle des Kapitäns im Test-Team, als er durch Shakib Al Hasan ersetzt wurde. Zum Jahresbeginn 2018 bestritt er ein heimisches Drei-Nationen-Turnier, bei dem ihm ein Fifty (62 Runs) gegen Sri Lanka gelang. In der daran anschließenden Test- (92 Runs) und Twenty20-Serie (66 Runs) gegen Sri Lanka folgte jeweils ein weiteres Fifty. Bei einem weiteren Twenty20-Drei-Nationen-Turnier in Sri Lanka konnte er dann jeweils 72* Runs gegen Sri Lanka und Indien erzielen. Im Sommer erreichte er dann ein Fifty (68) in der ODI-Serie in den West Indies. Beim Asia Cup 2018 begann er mit einem Century über 144 Runs gegen Sri Lanka. Ein weiteres Fifty über 99 Runs gelang ihm dann im weiteren Verlauf gegen Pakistan. Für beide Spieler wurde er als Spieler des Spiels ausgezeichnet. Im November konnte er dann im zweiten Test gegen Simbabwe ein Double-Century über 219* Runs aus 421 Bällen erreichen. Im Dezember folgte dann in der ODI-Serie gegen die West Indies zwei Fifties (55* und 62 Runs). In der Vorbereitung zur kommenden Weltmeisterschaft bestritt er mit dem Team ein Drei-Nationen-Turnier in Irland und erzielte dabei ein Fifty (65 Runs) gegen die West Indies. Beim Cricket World Cup 2019 konnte er dann im ersten Spiel gegen Südafrika ein Fifty über 78 Runs erreichen und so den Sieg ermöglichen. Gegen Australien folgte dann ein Century über 102* Runs aus 97 Bällen, was jedoch nicht zum Gewinn ausreichte. Im Spiel gegen Afghanistan folgte dann ein weiteres Fifty (83 Runs). Nach dem Turnier absolvierte er eine ODI-Serie in Sri Lanka, bei dem ihm zwei Fifties (67 und 98* Runs) gelangen.

### Rückzug vom internationalen Twenty20-Cricket
Im November 2019 in Indien erzielte er zunächst zwei Fifties über 64 und 74 Runs in den Tests und in der Twenty20-Serie ein weiteres über 60* Runs. Mit letzterem gelang ihm als Spieler des Spiels der erste Sieg in einem Twenty20 gegen Indien. Im Februar folgte dann eine Tour gegen Simbabwe. Im Test konnte er ein Double-Century über 203* Runs aus 318 Bällen erreichen und in der ODI-Serie ein weiteres Fifty (55 Runs). Zu Beginn des Jahres 2021 kamen die West Indies nach Bangladesch. Dabei gelang ihm jeweils ein Fifty in den ODIs (64 Runs) und Tests (54 Runs). Im April folgte eine Test-Serie in Sri Lanka, bei der er ein Fifty in den Tests (68* Runs). Beim Gegenbesuch einen Monat später erzielte er in der ODI-Serie nach einem Fifty (84 Runs) ein Century über 125 Runs aus 127 Bällen und wurde dafür jeweils als Spieler des Spiels und der Serie ausgezeichnet. Im Oktober folgte dann der ICC Men’s T20 World Cup 2021, bei dem er bei der Niederlage gegen Sri Lanka ein Fifty über 57* Runs erreichte. Daraufhin folgte eine Test-Serie gegen Pakistan bei dem ihm ebenfalls ein Half-Century (91 Runs) gelang. Jedoch zog er sich daraufhin mehr und mehr aus dem Twenty20-Team zurück. Im Februar erreichte er in der ODI-Serie gegen Afghanistan ein Fifty über 86 Runs. In Südafrika folgte dann im April ein weiteres Fifty in den Tests (51 Runs). Zu Beginn des Sommers konnte er in den beiden Tests gegen Sri Lanka jeweils ein Century erzielen (105 (282) und 175* (355)). Im August erreichte er in der ODI-Serie in Simbabwe ein weiteres Fifty (52* Runs). Kurz darauf trat er dann vollständig aus dem Twenty20-Teams zurück um auch auf die längeren Formate zu konzentrieren. Im März 2023 erzielte er in den ODIs gegen Irland ein Century über 100* Runs aus 60 Bällen.